# Band from TV
Band from TV è un complesso rock statunitense nato per scopi benefici, i cui membri sono tutti attori più o meno noti di serie televisive americane. Tutti i compensi della band vengono devoluti a varie associazioni senza scopo di lucro impegnate in attività caritatevoli.

## Membri
- Teri Hatcher (Desperate Housewives) - voce
- Bonnie Somerville (Cashmere Mafia) – voce
- Bob Guiney (The Bachelor) – voce
- James Denton (Desperate Housewives) – chitarra
- Adrian Pasdar (Heroes) – chitarra
- Hugh Laurie (Dr. House - Medical Division) – tastiere/voce
- Jesse Spencer (Dr. House - Medical Division) – violino
- Greg Grunberg (Heroes - Alias) – batteria
- Bryan McCann – sassofono
- Larry Thomas – chitarra
- Barry Sarna – tastiere
- Brad Savage – basso/voce
- Rich Winer – chitarra
- Chris Kelley – chitarra